# Fox Studios
De Fox Studios zijn een groep van drie grote filmstudio's, die elk onderdeel zijn van de Fox Entertainment Group. De drie filmstudio's zijn Fox Studios Australia in Sydney, Australië, Fox Studios Baja in Neder-Californië en de oudste studio, Fox Studios Los Angeles in Los Angeles (vaak gewoon aangeduid als Fox Studios of 20th Century Fox Studios), thuisplaats van 20th Century Fox.
Elke studio heeft zo zijn eigen specialiteit. Fox Studios L.A. heeft het voordeel dat het grootst is opgezet en dat er veel stages aanwezig zijn, terwijl Fox Studios Australia weer gigantische binnenzalen heeft. Fox Studios Baja is oorspronkelijk neergezet als tijdelijk onderkomen voor een gedeelte van het filmwerk van Titanic, maar is door de jaren heen een van de meest gewilde studio's geworden. De studio bestaat grotendeels uit waterbassins, rotsen die uit de Grote Oceaan steken en enkele binnenfaciliteiten, waardoor het een uitstekende studio voor waterscènes is.
Het hoofdkantoor van 20th Century Fox (Fox Plaza), dat grenst aan de Fox Studios L.A. heeft ook vaak gediend als achtergrond of als locatie voor films, waardoor de toren weleens wordt gerekend tot de studiogrond.